# Pteroptrix macropedicellata
Pteroptrix macropedicellata är en stekelart som först beskrevs av Malac 1947.  Pteroptrix macropedicellata ingår i släktet Pteroptrix och familjen växtlussteklar. Inga underarter finns listade i Catalogue of Life.